# Beauftragter der Bundeswehr für die Zivil-Militärische Zusammenarbeit
Beauftragte der Bundeswehr für Zivil-Militärische Zusammenarbeit (BeaBwZMZ) sind die Verbindungsoffiziere der Bundeswehr zu den zivilen Katastrophenschutzstäben. Die Beauftragten sind sowohl auf Kreisebene in den Landkreise und kreisfreien Städte als auch auf Bezirksebene in den Regierungsbezirken tätig.
Die Beauftragten der Bundeswehr sind Reservisten im Rang eines Oberstleutnants d.R./Fregattenkapitäns d.R. auf Kreisebene beziehungsweise Obersts d.R./Kapitäns zur See d.R. auf Bezirksebene. Sie führen im Einsatzfall ein ebenfalls aus Reservisten bestehendes zwölfköpfiges Verbindungskommando, das Kreisverbindungskommando (KVK) respektive das Bezirksverbindungskommando (BVK).
Der BeaBwZMZ berät den zuständigen Regierungspräsidenten, Landrat oder Oberbürgermeister einsatzunabhängig in allen Fragen der zivil-militärischen Zusammenarbeit. Im Einsatzfall sind sie als Berater der zivilen Katastrophenschutzstäbe über Möglichkeiten und Grenzen der Unterstützung durch die Bundeswehr tätig. Die zivile Schadenslage übertragen sie in ein militärisches Lagebild für eigene Zwecke und führen ein eigenes Lagebild der eingesetzten Bundeswehrkräfte.
Eingehende zivile Unterstützungsforderungen (Amtshilfeersuchen) werden aufgenommen und an das vorgesetzte Landeskommando gemeldet. Dazu nimmt der Offizier an den Sitzungen des Katastrophenschutzstabes zur aktuellen Lage und zu den operativen Folgeplanungen, Absichten und Schwerpunkten der Gefahrenabwehr teil. Er meldet seine Erkenntnisse und erforderliche Verlegungen von eingesetzten Bundeswehrkräften sowie Bedarf an zusätzlichen Kräften an das Landeskommando.
Der Beauftragte der Bundeswehr für die Zivil-Militärische Zusammenarbeit hält die Verbindung zu den eingesetzten Truppenteilen und informiert das Lagezentrum des Landeskommandos über die Lage der Bundeswehrkräfte. Er unterstützt organisatorische Maßnahmen zur Unterbringung und Verpflegung von herangeführten Bundeswehrkräften.
Der BeaBwZMZ nimmt seine Aufgaben im Rahmen von Dienstlichen Veranstaltungen, Kurzwehrübungen und Wehrübungen wahr. Dies ist vergleichbar mit einem Angehörigen der Freiwilligen Feuerwehr. Das ist in dieser Art erst seit Anfang 2007 so bei der Bundeswehr vorgesehen. Bis 2007 wurde diese Aufgabe von aktiven Soldaten/Einheiten wahrgenommen. Der Beauftragte der Bundeswehr kann im Einsatzfall über den sogenannten „grünen Einberufungsbescheid“ (ein aufschiebend-bedingt-wirksamer Einberufungsbescheid) von seinem Landeskommando in den Status eines Soldaten versetzt werden, sofern es die Lage erfordert.